# Choybalsan (district)
Pour les articles homonymes, voir Choybalsan.
Le sum de Choybalsan (mongol : Чойбалсан) est un district de l'aimag (province) de Dornod, dans l'Est de la Mongolie. Le centre géographique du district est situé à 55 km au nord de la ville Choibalsan, capitale de l'aimag de Dornod.
En 2021, la population était de 2 735 habitants

## Services
- La gare de Kherlengol connecte le centre du district sur la ligne urbaine Borzya (Russie) - Choybalsan.
- L'aéroport de Choybalsan dispose d'une piste d'atterrissage et permet les vols réguliers vers Oulan-Bator.